# Bartosz Kurek

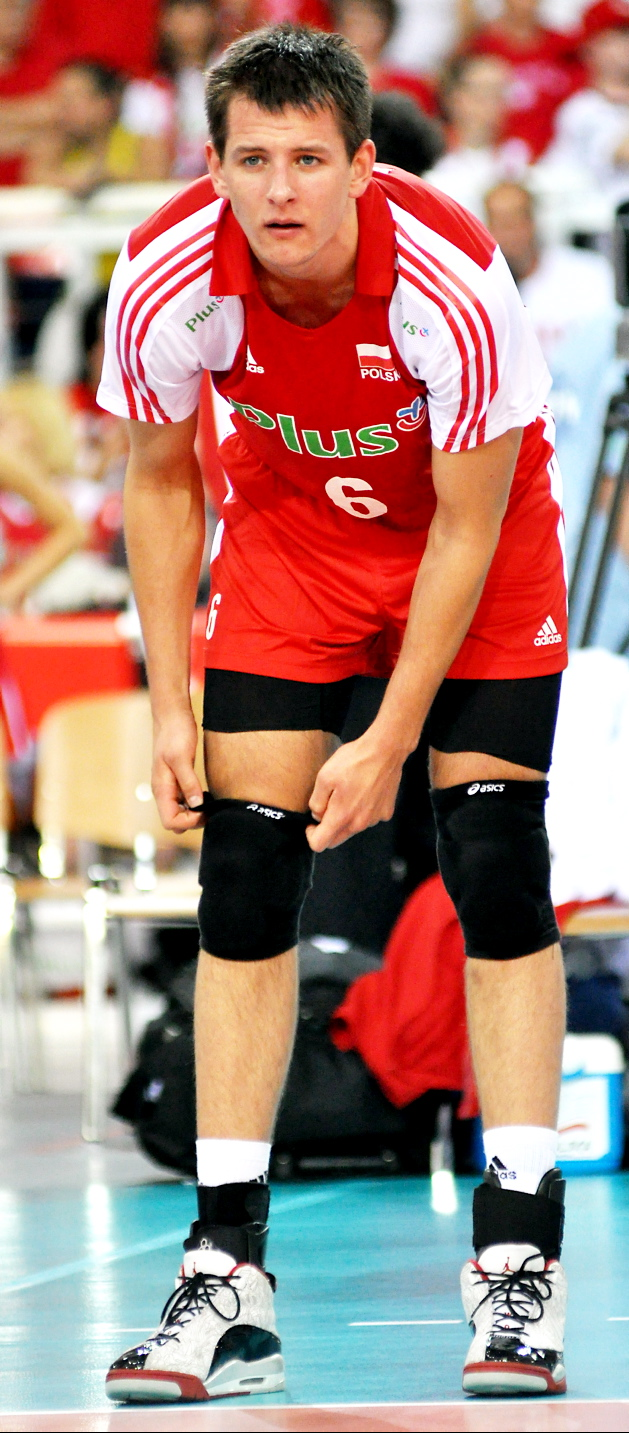
Bartosz Kurek reprezentantem Polski w 2009 roku

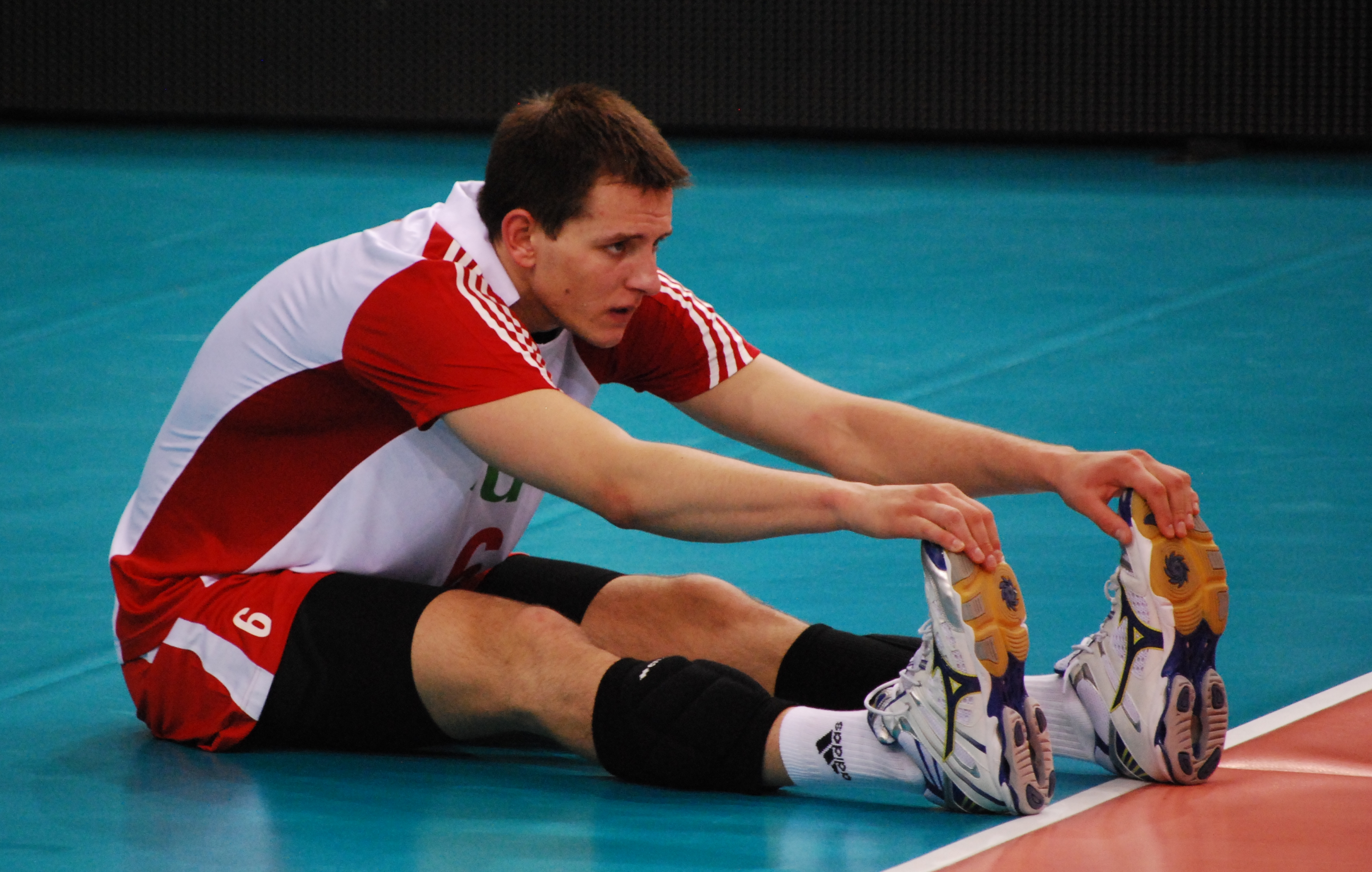
Bartosz Kurek reprezentantem Polski w 2010 roku

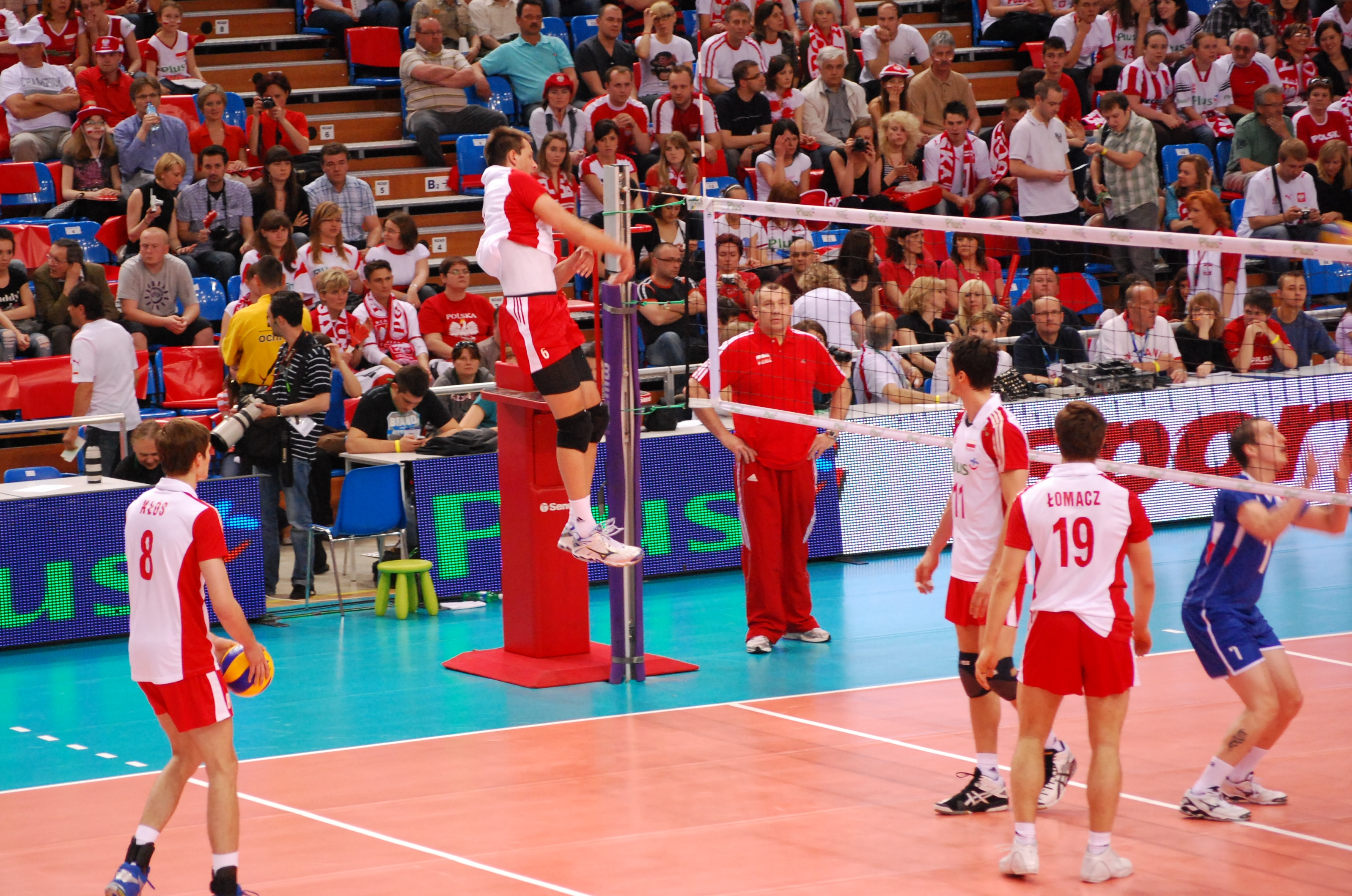
Bartosz Kurek podczas rozgrzewki w reprezentacji Polski w 2010 roku

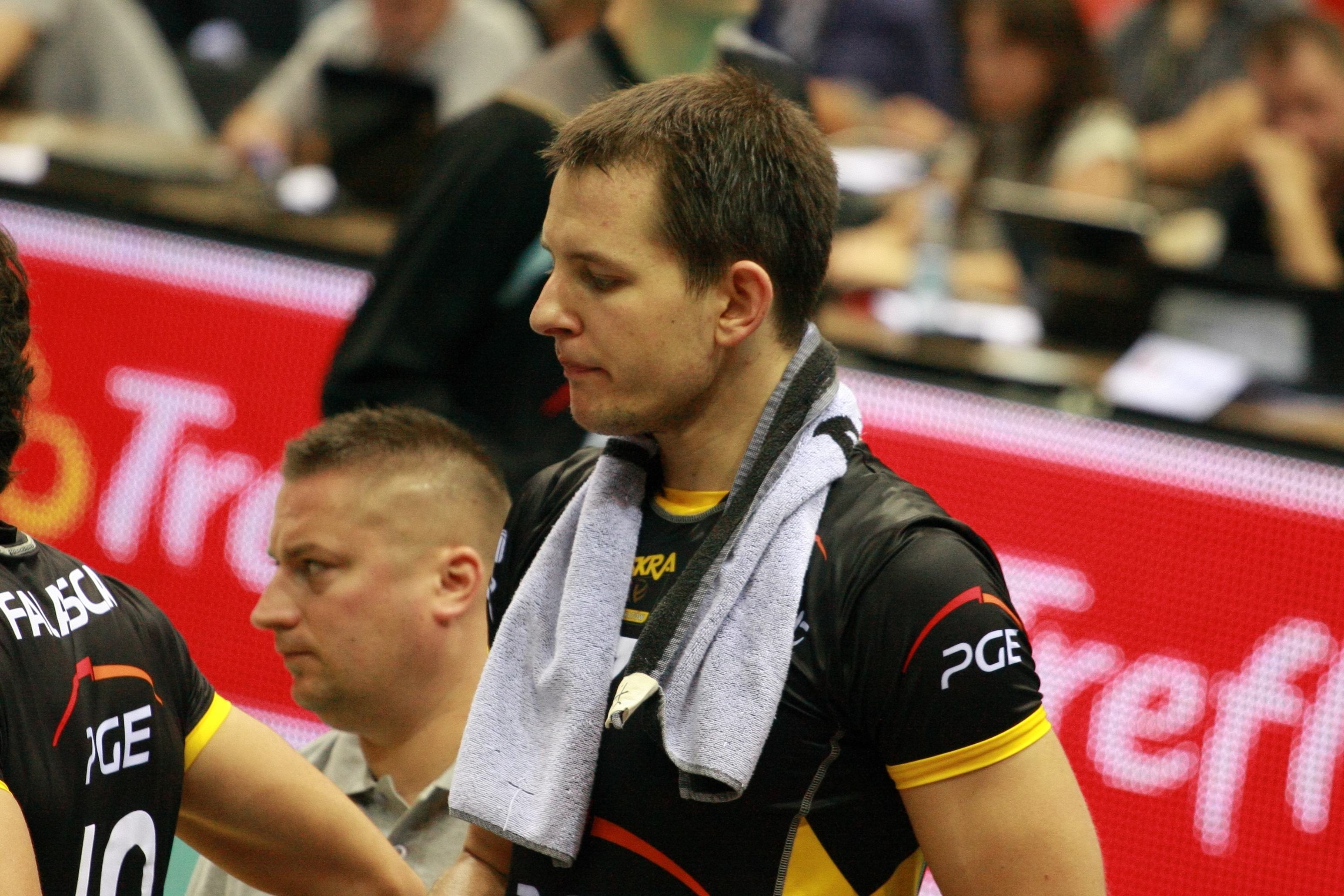
Bartosz Kurek zawodnikiem PGE Skry Bełchatów w sezonie 2011/2012

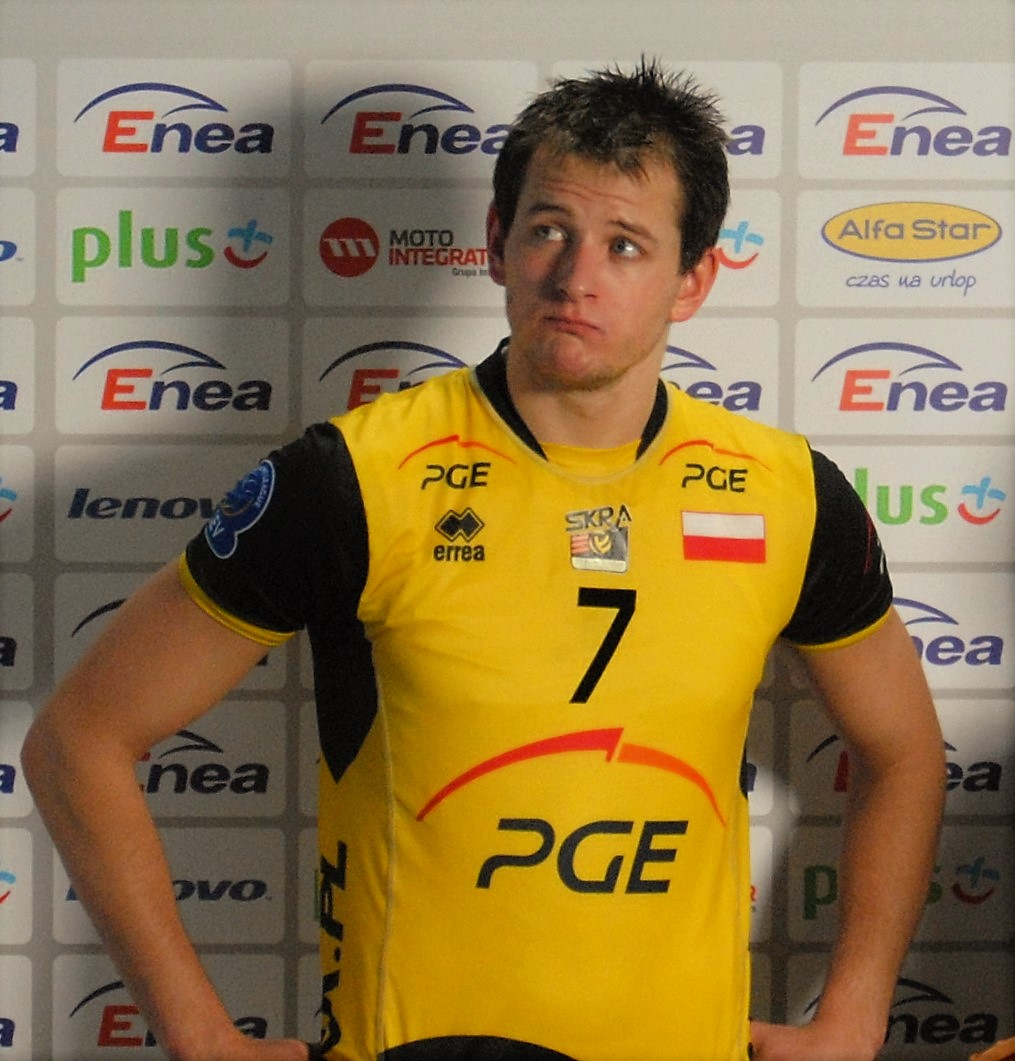
Bartosz Kurek zawodnikiem PGE Skry Bełchatów w sezonie 2011/2012

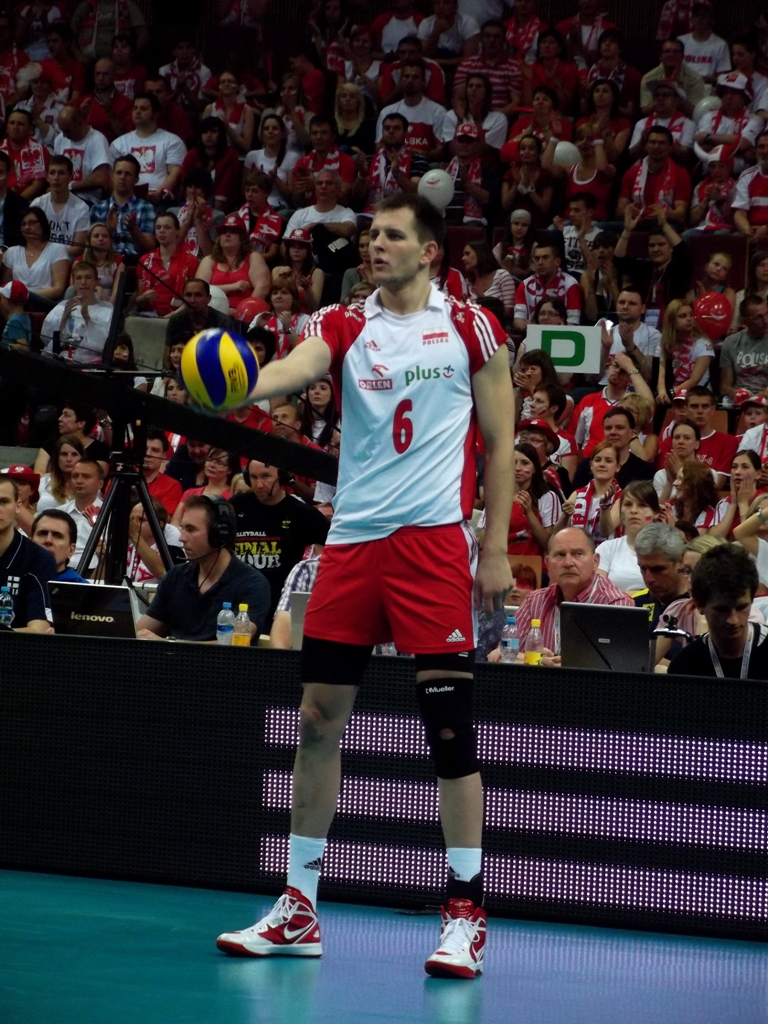
Bartosz Kurek przed wykonywaniem zagrywki w reprezentacji Polski w 2012 roku

Bartosz Kamil Kurek (ur. 29 sierpnia 1988 w Wałbrzychu) – polski siatkarz grający na pozycji atakującego, do 2018 roku na pozycji przyjmującego. Reprezentant Polski od 2007 roku, wicemistrz olimpijski (2024), mistrz (2018) i wicemistrz świata (2022), dwukrotny mistrz Europy (2009, 2023), wielokrotny medalista zawodów międzynarodowych i krajowych oraz wielokrotny zdobywca nagród indywidualnych m.in. MVP mistrzostw świata 2018. Od czerwca 2022 roku kapitan reprezentacji Polski.
W 2018 r. uznany przez Europejską Konfederację Siatkówki (CEV) za najlepszego siatkarza roku oraz został wybrany najlepszym sportowcem Polski w Plebiscycie „Przeglądu Sportowego" 2018.
Honorowy obywatel Nysy.
16 kwietnia 2024 został ambasadorem marki Goldsaver.
W Muzeum Olimpijskim w Lozannie postanowił przekazać swoje buty, w których występował na boisku podczas Igrzysk Olimpijskich 2024 w Paryżu.

## Życiorys
Syn byłego siatkarza Adama Kurka. Urodził się w Wałbrzychu, ale dorastał w Nysie, gdzie jego ojciec w połowie lat 90. odnosił sukcesy z miejscową Stalą. Pierwszy kontakt z siatkówką miał w wieku 8 lat, ale oprócz siatkówki w młodości trenował również koszykówkę. W czwartej klasie szkoły podstawowej przeniósł się do klasy o profilu siatkarskim. Ma młodszego brata – Jakuba.
4 listopada 2018 zaręczył się z siatkarką Anną Grejman, przyjmującą reprezentacji Polski. Para pobrała się w sierpniu 2020 r..

## Kariera

### Kariera klubowa
| Lata                      | Klub                              |
| ------------------------- | --------------------------------- |
| 2004–2005                 | AZS PWSZ Nysa                     |
| 2005–2008                 | Mostostal-Azoty Kędzierzyn-Koźle  |
| 2008–2012                 | PGE Skra Bełchatów                |
| 2012–2013                 | Dinamo Moskwa                     |
| 2013–2015                 | Cucine Lube Banca Marche Macerata |
| 2015–2016                 | Asseco Resovia Rzeszów            |
| 2016–2016                 | JT Thunders                       |
| 2016–2017 (od 13.10.2016) | PGE Skra Bełchatów                |
| 2017–2018                 | Ziraat Bankası Ankara             |
| 2018–2018 (do 29.11.2018) | Stocznia Szczecin                 |
| 2018–2019 (od 06.12.2018) | Onico Warszawa                    |
| 2019–2020                 | Vero Volley Monza                 |
| 2020–2024                 | Wolf Dogs Nagoya                  |
| 2024–2025                 | ZAKSA Kędzierzyn-Koźle            |
| 2025–                     | Tokyo Great Bears                 |

W Uczniowskim Klubie Sportowym Nysa jego trenerem był Roman Palacz (pracował z nim od początku aż do gry w seniorach w klubie AZS Nysa). W 2004 zadebiutował w ekstraklasie. W czerwcu 2005 – mimo ofert z kilku czołowych ówcześnie polskich klubów – przeszedł do Mostostalu Kędzierzyn-Koźle. W 2008 został graczem Skry Bełchatów. W tym klubie trzykrotnie sięgnął po mistrzostwo Polski (2009, 2010, 2011), trzy razy – Puchar Polski (2009, 2011, 2012), zdobywał medale Ligi Mistrzów – brązowy w 2010, srebrny w 2012. W sezonie 2012/2013 siatkarz Dynama Moskwa. Kolejne dwa lata spędził w Cucine Lube, zdobywając z tym klubem mistrzostwo Włoch. W sezonie 2015/2016 wicemistrz Polski z Asseco Resovią Rzeszów.
6 grudnia 2018 roku dołączył do drużyny ONICO Warszawa jako wolny zawodnik, po rozwiązaniu kontraktu ze Stocznią Szczecin.
W połowie kwietnia 2019 roku siatkarz Onico Warszawa doznał kontuzji kręgosłupa tuż przed półfinałowym meczem PlusLigi (2018/2019), gdzie potem przeszedł operację mikrochirurgiczną kręgosłupa lędźwiowego i od tamtego czasu miał trzymiesięczną przerwę w treningach.
W czerwcu 2019 podpisał kontrakt z włoskim klubem Vero Volley Monza. Od 2020 jest atakującym w japońskim klubie Wolf Dogs Nagoya.

### Kariera reprezentacyjna
W reprezentacji Polski zadebiutował 1 czerwca 2007 w meczu Ligi Światowej z Argentyną (3:1). W reprezentacji Polski rozegrał 259 meczów (stan na 17.08.2016 r.) 17 sierpnia 2014 nie otrzymał powołania na Mistrzostwa Świata i po raz pierwszy od 8 lat znalazł się poza kadrą. W kolejnym roku wrócił do reprezentacji, już jako atakujący. Od 2022 roku kapitan reprezentacji.

## Sukcesy klubowe

### młodzieżowe
Mistrzostwa Polski Juniorów:
- 2006

### seniorskie

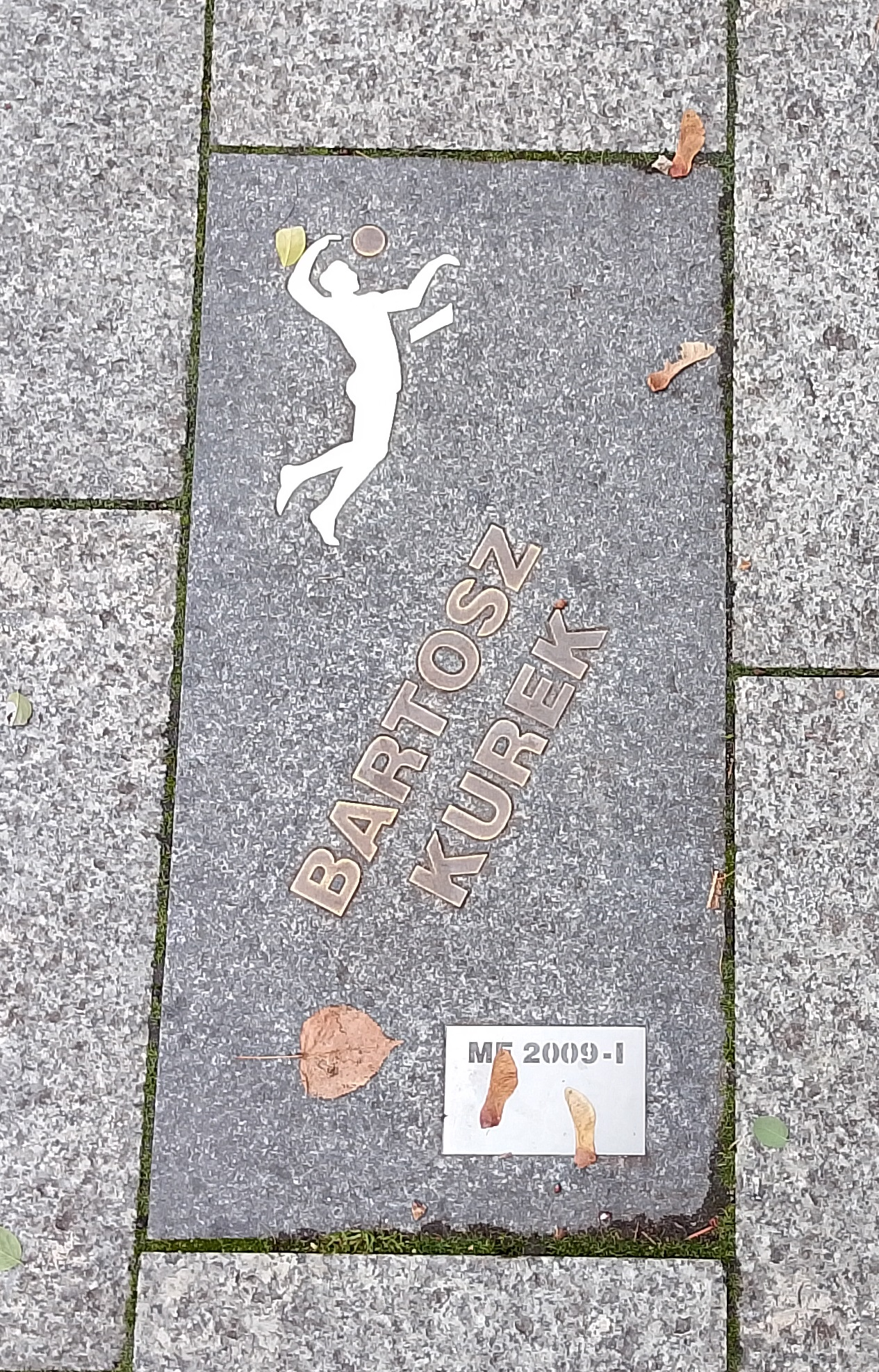
Tablica Bartosza Kurka w Siatkarskiej Alei Gwiazd w Bełchatowie

Puchar Polski:
- 2009, 2011, 2012

Liga polska:
- 2009, 2010, 2011
- 2012, 2016, 2017, 2019

Klubowe Mistrzostwa Świata:
- 2009, 2010

Liga Mistrzów:
- 2012
- 2010

Liga włoska:
- 2014

Superpuchar Włoch:
- 2014

Puchar CEV:
- 2018

Liga japońska:
- 2023[21]
- 2022[22]
- 2021

Puchar Cesarza:
- 2021[23]

Turniej Kurowashiki:
- 2023[24]

## Sukcesy reprezentacyjne

### juniorskie
Mistrzostwa Europy Kadetów:
- 2005

### seniorskie
Mistrzostwa Europy:
- 2009, 2023
- 2011, 2021

Liga Światowa:
- 2012
- 2011

Puchar Świata:
- 2011, 2019
- 2015

Mistrzostwa Świata:
- 2018
- 2022[25]

Liga Narodów:
- 2023[26]
- 2021
- 2022[27],  2024

Igrzyska Olimpijskie:
- 2024[28]

## Nagrody i wyróżnienia
- 2005: Najlepszy atakujący Mistrzostw Europy Kadetów[4]
- 2006: Odkrycie roku w plebiscycie miesięcznika „Super Volley”
- 2009: Najlepszy punktujący Klubowych Mistrzostw Świata[4]
- 2010: Odkrycie roku podczas gali Siatkarskie Plusy 2009
- 2011: Siatkarz roku podczas gali Siatkarskie Plusy 2010
- 2011: Najlepszy atakujący Pucharu Polski[4]
- 2011: Najlepszy punktujący Ligi Światowej[4]
- 2011: Najlepszy zagrywający Mistrzostw Europy[4]
- 2012: 2. miejsce w Plebiscycie Przeglądu Sportowego na 10 Najlepszych Sportowców Polski 2011
- 2012: Najlepszy atakujący Final Four Ligi Mistrzów[4]
- 2012: MVP Ligi Światowej[4]
- 2013: 6.miejsce w Plebiscycie Przeglądu Sportowego na 10 Najlepszych Sportowców Polski 2012
- 2018: MVP Mistrzostw Świata[4]
- 2018: Najlepszy siatkarz Europy[4]
- 2019: 1. miejsce w Plebiscycie Przeglądu Sportowego na 10 Najlepszych Sportowców Polski 2018
- 2021: MVP i najlepszy atakujący turnieju finałowego Ligi Narodów wraz z Brazylijczykiem Wallace’em de Souzą
- 2022: Najlepszy atakujący Mistrzostw Świata[29]

## Odznaczenia
- Krzyż Komandorski Orderu Odrodzenia Polski – 2024[30][31][32]
- Krzyż Oficerski Orderu Odrodzenia Polski – 2018[33][34]
- Krzyż Kawalerski Orderu Odrodzenia Polski – 2009[35]

## Statystyki zawodnika

### klubowe
| Klub                                                               | Sezon     | Liga        | Mecze | Sety | Punkty | Punkty | Punkty | Punkty |
| Klub                                                               | Sezon     | Liga        | Mecze | Sety | Atak   | Serwis | Blok   | Razem  |
| ------------------------------------------------------------------ | --------- | ----------- | ----- | ---- | ------ | ------ | ------ | ------ |
| AZS PWSZ Nysa                                                      | 2004/2005 | PLS         | 22    | 84   | 107    | 6      | 15     | 122    |
| Mostostal-Azoty Kędzierzyn-Koźle / ZAKSA Kędzierzyn-Koźle          | 2005/2006 | PLS         | 24    | 88   | 69     | 12     | 11     | 80     |
| Mostostal-Azoty Kędzierzyn-Koźle / ZAKSA Kędzierzyn-Koźle          | 2006/2007 | PLS         | 29    | 108  | 202    | 17     | 25     | 227    |
| Mostostal-Azoty Kędzierzyn-Koźle / ZAKSA Kędzierzyn-Koźle          | 2007/2008 | PLS         | 26    | 98   | 267    | 18     | 32     | 299    |
| Mostostal-Azoty Kędzierzyn-Koźle / ZAKSA Kędzierzyn-Koźle          | Razem     | Razem       | 79    | 294  | 538    | 47     | 68     | 606    |
| PGE Skra Bełchatów                                                 | 2008/2009 | PlusLiga    | 26    | 61   | 136    | 21     | 20     | 177    |
| PGE Skra Bełchatów                                                 | 2009/2010 | PlusLiga    | 28    | 95   | 278    | 25     | 38     | 341    |
| PGE Skra Bełchatów                                                 | 2010/2011 | PlusLiga    | 34    | 126  | 395    | 32     | 53     | 480    |
| PGE Skra Bełchatów                                                 | 2011/2012 | PlusLiga    | 25    | 91   | 284    | 38     | 38     | 360    |
| PGE Skra Bełchatów                                                 | Razem     | Razem       | 113   | 373  | 1093   | 116    | 149    | 1358   |
| Dinamo Moskwa                                                      | 2012/2013 | Superliga   | 23    | 74   | 209    | 17     | 23     | 249    |
| Cucine Lube Banca Marche Macerata / Cucine Lube Banca Marche Treia | 2013/2014 | Serie A1    | 22    | 72   | 223    | 16     | 23     | 262    |
| Cucine Lube Banca Marche Macerata / Cucine Lube Banca Marche Treia | 2014/2015 | Serie A1    | 23    | 72   | 212    | 20     | 25     | 257    |
| Cucine Lube Banca Marche Macerata / Cucine Lube Banca Marche Treia | Razem     | Razem       | 45    | 144  | 435    | 36     | 48     | 519    |
| Asseco Resovia Rzeszów                                             | 2015/2016 | PlusLiga    | 28    | 97   | 430    | 41     | 39     | 510    |
| PGE Skra Bełchatów                                                 | 2016/2017 | PlusLiga    | 28    | 87   | 248    | 25     | 36     | 309    |
| Ziraat Bankası                                                     | 2017/2018 | Efeler Ligi | 13    | 41   | 88     | 6      | 17     | 111    |
| Stocznia Szczecin                                                  | 2018/2019 | PlusLiga    | 8     | 27   | 121    | 8      | 17     | 146    |
| Onico Warszawa                                                     | 2018/2019 | PlusLiga    | 13    | 42   | 183    | 22     | 26     | 231    |
| Razem                                                              | Razem     | Razem       | 372   | 1263 | 3452   | 307    | 438    | 4161   |

### reprezentacyjne
| Turniej                            | Turniej                              | Mecze | Sety | Punkty | Punkty | Punkty | Punkty |
| Turniej                            | Turniej                              | Mecze | Sety | Atak   | Serwis | Blok   | Razem  |
| ---------------------------------- | ------------------------------------ | ----- | ---- | ------ | ------ | ------ | ------ |
| Igrzyska olimpijskie               | Londyn 2012                          | 6     | 21   | 76     | 10     | 6      | 92     |
| Igrzyska olimpijskie               | Rio de Janeiro 2016                  | 6     | 21   | 88     | 4      | 8      | 100    |
| Igrzyska olimpijskie               | Tokio 2020                           | 6     | 21   | 76     | 4      | 9      | 89     |
| Igrzyska olimpijskie               | Razem                                | 18    | 63   | 240    | 18     | 23     | 281    |
| Eliminacje do igrzysk olimpijskich | Pekin 2008                           | 3     |      |        |        |        |        |
| Eliminacje do igrzysk olimpijskich | Rio de Janeiro 2016                  | 11    | 42   | 138    | 12     | 13     | 163    |
| Eliminacje do igrzysk olimpijskich | Razem                                | 14    |      |        |        |        |        |
|                                    |                                      |       |      |        |        |        |        |
| Mistrzostwa świata                 | Włochy 2010                          | 5     | 16   | 52     | 3      | 3      | 58     |
| Mistrzostwa świata                 | Bułgaria/Włochy 2018                 | 11    | 36   | 133    | 16     | 22     | 171    |
| Mistrzostwa świata                 | Polska/Słowenia 2022                 | 7     | 25   | 85     | 8      | 7      | 100    |
| Mistrzostwa świata                 | Razem                                | 23    | 77   | 270    | 27     | 32     | 329    |
| Eliminacje do mistrzostw świata    | Włochy 2010                          | 3     | 9    | 35     | 2      | 3      | 40     |
|                                    |                                      |       |      |        |        |        |        |
| Puchar Świata                      | Japonia 2011                         | 10    | 37   | 116    | 9      | 17     | 142    |
| Puchar Świata                      | Japonia 2015                         | 11    | 40   | 152    | 19     | 19     | 190    |
| Puchar Świata                      | Japonia 2019                         | 6     | 20   | 49     | 6      | 10     | 65     |
| Puchar Świata                      | Razem                                | 27    | 97   | 317    | 34     | 46     | 397    |
|                                    |                                      |       |      |        |        |        |        |
| Puchar Wielkich Mistrzów           | Japonia 2009                         | 5     | 18   | 62     | 2      | 8      | 72     |
|                                    |                                      |       |      |        |        |        |        |
| Mistrzostwa Europy                 | Rosja 2007                           | 3     |      |        |        |        | 1      |
| Mistrzostwa Europy                 | Turcja 2009                          | 8     | 31   | 118    | 4      | 10     | 132    |
| Mistrzostwa Europy                 | Austria/Czechy 2011                  | 6     | 22   | 82     | 9      | 5      | 96     |
| Mistrzostwa Europy                 | Dania/Polska 2013                    | 4     | 17   | 65     | 3      | 11     | 79     |
| Mistrzostwa Europy                 | Bułgaria/Włochy 2015                 | 4     | 13   | 38     | 8      | 6      | 52     |
| Mistrzostwa Europy                 | Polska 2017                          | 4     | 11   | 22     | 5      | 3      | 30     |
| Mistrzostwa Europy                 | Czechy/Estonia/Finlandia/Polska 2021 | 9     | 29   | 80     | 9      | 8      | 97     |
| Mistrzostwa Europy                 | Razem                                | 38    |      |        |        |        | 487    |
| Eliminacje do mistrzostw Europy    | Turcja 2009                          | 2     |      |        |        |        |        |
| Eliminacje do mistrzostw Europy    | Bułgaria/Włochy 2015                 | 6     | 18   | 37     | 9      | 7      | 53     |
| Eliminacje do mistrzostw Europy    | Razem                                | 8     |      |        |        |        |        |
|                                    |                                      |       |      |        |        |        |        |
| Liga Światowa                      | 2007                                 | 6     | 8    | 12     | 1      | 0      | 13     |
| Liga Światowa                      | 2008                                 | 6     | 19   | 16     | 2      | 3      | 21     |
| Liga Światowa                      | 2009                                 | 11    | 35   | 74     | 6      | 10     | 90     |
| Liga Światowa                      | 2010                                 | 12    | 44   | 117    | 3      | 16     | 136    |
| Liga Światowa                      | 2011                                 | 17    | 60   | 225    | 23     | 44     | 292    |
| Liga Światowa                      | 2012                                 | 14    | 47   | 137    | 12     | 29     | 178    |
| Liga Światowa                      | 2013                                 | 10    | 41   | 122    | 21     | 13     | 156    |
| Liga Światowa                      | 2014                                 | 3     | 11   | 15     | 3      | 0      | 18     |
| Liga Światowa                      | 2015                                 | 14    | 60   | 244    | 11     | 25     | 280    |
| Liga Światowa                      | 2016                                 | 8     | 23   | 64     | 4      | 7      | 75     |
| Liga Światowa                      | 2017                                 | 8     | 22   | 42     | 1      | 5      | 48     |
| Liga Światowa                      | Razem                                | 109   | 370  | 1068   | 99     | 152    | 1307   |
| Liga Narodów                       | 2018                                 | 7     | 22   | 64     | 2      | 8      | 74     |
| Liga Narodów                       | 2021                                 | 8     | 28   | 97     | 2      | 13     | 112    |